# Tiro esportivo nos Jogos Pan-Americanos de 2023 - Carabina três posições 50 m feminino
A competição da carabina três posições 50 m feminino do tiro esportivo nos Jogos Pan-Americanos de 2023 foi disputada em 25 de outubro de 2023 no Polígono de Tiro, em Pudahuel. Um total de 24 atiradoras de 14 Comitês Olímpicos Nacionais (CON) participaram do evento.

## Calendário
Horário local (UTC−3).
| Data          | Hora  | Fase           |
| ------------- | ----- | -------------- |
| 25 de outubro | 9:00  | Qualificatória |
| 25 de outubro | 11:30 | Final          |

## Medalhistas
| Ouro   | USA Mary Tucker      |
| Prata  | USA Sagen Maddalena  |
| Bronze | CAN Shannon Westlake |

## Resultados

### Qualificatória
As oito primeiras atiradoras se classificam para a final.
| Pos. | Atiradora               | CON                                 | 1         | 2         | Sub total   | Total   | Notas |
| ---- | ----------------------- | ----------------------------------- | --------- | --------- | ----------- | ------- | ----- |
| 1    | Sagen Maddalena         | USA Estados Unidos                  | 99 100 98 | 99 100    | 198 200 198 | 596-40x | Q, =, |
| 2    | Mary Tucker             | USA Estados Unidos                  | 98 100 96 | 99 98     | 197 199 194 | 590-32x | Q     |
| 3    | Sara Vizcarra           | PER Peru                            | 99 94     | 96 99     | 195 198 193 | 586-28x | Q     |
| 4    | Yarimar Mercado         | PUR Porto Rico                      | 97 100 95 | 98 100 95 | 195 200 190 | 585-32x | Q     |
| 5    | Andrea Palafox          | MEX México                          | 97 100 96 | 96 98 95  | 193 198 95  | 582-20x | Q     |
| 6    | Geovana Meyer           | BRA Brasil                          | 95 99 96  | 99 98 94  | 194 197 190 | 581-21x | Q     |
| 7    | Shannon Westlake        | CAN Canadá                          | 98 99 95  | 96 99 92  | 194 198 187 | 579-26x | Q     |
| 8    | Dianelys Pérez          | CUB Cuba                            | 96 99     | 97 98 93  | 193 194 192 | 579-23x | Q     |
| 9    | Polymaría Velásquez     | EAI Equipe de Atletas Independentes | 97 08 92  | 96 98 95  | 193 196 187 | 576-24x |       |
| 10   | Ana Ramírez             | ESA El Salvador                     | 98 93     | 92 99 94  | 190 197 187 | 574-26x |       |
| 11   | Lisbet Hernández        | CUB Cuba                            | 94 99 90  | 97 98 94  | 191 197 184 | 572-21x |       |
| 12   | Amelia Fournel          | ARG Argentina                       | 92 97 95  | 94 97 96  | 186 194 191 | 571-21x |       |
| 13   | María Lamarque          | ARG Argentina                       | 92 99 94  | 95 100 89 | 187 199 183 | 569-17x |       |
| 14   | Alexia Arenas           | PER Peru                            | 95 93     | 95 96     | 190 189     | 568-21x |       |
| 15   | Johanna Pineda          | ESA El Salvador                     | 91 95 94  | 94 97 94  | 185 192 188 | 565-10x |       |
| 16   | Simone Koch             | BRA Brasil                          | 96 97 89  | 97 88     | 193 194 177 | 564-19x |       |
| 17   | Michel Quezada          | MEX México                          | 89 95 93  | 94 98 95  | 183 193 188 | 564-12x |       |
| 18   | Ana Cruz                | ECU Equador                         | 95 90     | 99 94 95  | 194 184 185 | 563-19x |       |
| 19   | Ingrid Vela             | EAI Equipe de Atletas Independentes | 92 94 91  | 94 95 96  | 186 189 187 | 562-14x |       |
| 20   | Gabriela Lobos          | CHI Chile                           | 93 97 90  | 93 98 90  | 186 195 180 | 561-15x |       |
| 21   | Karina Vera             | CHI Chile                           | 92 96 92  | 90 95 94  | 182 191 186 | 559-14x |       |
| 22   | Mariel López            | NCA Nicarágua                       | 91 93 86  | 93 99 90  | 184 192 176 | 552-16x |       |
| 23   | María Auxiliadora López | NCA Nicarágua                       | 91 92 88  | 94 90     | 185 186 178 | 549-12x |       |
| 24   | Dairene Márquez         | VEN Venezuela                       | 92 93 86  | 95 92 87  | 187 185 173 | 545-9x  |       |

### Final
| Pos.              | Atiradora            | 1º estágio | 1º estágio | 2º estágio – eliminação | 2º estágio – eliminação | 2º estágio – eliminação | 2º estágio – eliminação | 2º estágio – eliminação | 2º estágio – eliminação | Total | Notas                            |
| ----------------- | -------------------- | ---------- | ---------- | ----------------------- | ----------------------- | ----------------------- | ----------------------- | ----------------------- | ----------------------- | ----- | -------------------------------- |
| Medalha de ouro   | USA Mary Tucker      | 154.5      | 310.1      | 410.1                   | 419.2                   | 429.9                   | 439.8                   | 449.2                   | 9.2                     | 458.4 | Recorde dos Jogos Pan-Americanos |
| Medalha de prata  | USA Sagen Maddalena  | 153.3      | 309.2      | 407.6                   | 418.2                   | 428.1                   | 437.6                   | 447.7                   | 9.5                     | 457.2 |                                  |
| Medalha de bronze | CAN Shannon Westlake | 154.6      | 308.7      | 406.4                   | 416.5                   | 425.5                   | 436.4                   | 10.1                    | —                       | 446.5 |                                  |
| 4                 | PUR Yarimar Mercado  | 152.4      | 307.3      | 407.7                   | 416.4                   | 425.4                   | 9.9                     | —                       | —                       | 435.3 |                                  |
| 5                 | BRA Geovana Meyer    | 150.1      | 304.5      | 404.3                   | 414.9                   | 9.5                     | —                       | —                       | —                       | 424.4 |                                  |
| 6                 | CUB Dianelys Pérez   | 148.0      | 301.9      | 401.3                   | 10.1                    | —                       | —                       | —                       | —                       | 411.4 |                                  |
| 7                 | MEX Andrea Palafox   | 146.1      | 298.2      | 48.5 48.0               | —                       | —                       | —                       | —                       | —                       | 394.7 |                                  |
| 8                 | PER Sara Vizcarra    | 144.9      | 295.5      | 47.0 47.2               | —                       | —                       | —                       | —                       | —                       | 389.7 |                                  |